# Hołowienki
Hołowienki – wieś w Polsce położona w województwie mazowieckim, w powiecie sokołowskim, w gminie Sabnie. Ma status sołectwa.

## Historia
Pierwsze wzmianki o wsi pochodzą z poł. XV w., Hołowienki zamieszkiwała wówczas ludność ruska (początkowo prawosławna, a po 1596 r. unicka).
W 1795 r. wieś Hołowianki była własnością biskupa płockiego i wchodziła ona wówczas w skład ziemi drohickiej województwa podlaskiego. 
W latach 1975–1998 miejscowość administracyjnie należała do województwa siedleckiego.

## O wsi
Mieszkańcy wyznania rzymskokatolickiego należą do parafii Najświętszego Zbawiciela w Zembrowie.

## Urodzeni
W 1927 roku urodził się tutaj Kazimierz Romaniuk.